# Pingstförsamlingen i Esbo
Pingstförsamlingen i Esbo (Espoon helluntaiseurakunta) är en pingstförsamling i Esbo i Finland. Församlingen grundades 1971. Kyrkan ligger på Luomanportti i Olars, Esbo.

## Föreståndare
- 1997–2002: Arto Sädeaho
- 2002–2019: Kyösti Frestadius
- 2019–2021: Esa-Pekka Mattila
- 2022→ Petri Mäkilä